# Matterhorn (roman)
Pour les articles homonymes, voir Matterhorn.
Matterhorn est un roman écrit par Joseph Peyré publié aux éditions Grasset en 1939.

## Résumé
Le Matterhorn — le Cervin en français — surplombe le bourg de Zermatt et ses environs. Comme le font chaque été de nombreux guides de la région, Jos-Mari Tannenwalder quitte son petit village pour y venir avec l’espoir de trouver des alpinistes à conduire au sommet du mont. Il veut épouser sa fiancée Wielanda mais doit au préalable gagner l’argent nécessaire… Chanceux, il est vite engagé pour guider Kate Bergen, épouse d’un riche industriel. Tous deux entament l’entraînement de madame Bergen dont l’objectif est de parvenir à gravir la montagne le 15 août, jusqu’à la croix sommitale où elle veut prononcer des vœux à son mari qui doit la rejoindre à cette date… Le 15 août arrive, le mari – Ludwig Bergen – n’est pas là. Kate entreprend alors seule avec Jos-Mari l'ascension. Les conditions climatiques les contraignent d'abord à renoncer, mais Kate Berger est déterminée à renouveler sa tentative...

## Éditions
Ce roman a été publié chez plusieurs éditeurs.
- Paris, éditions Grasset, 1939  — édition originale
- Paris, S.E.P.E, coll. « Bibliothèque de lectures de Paris », 1946
- Paris, Éditions de la Nouvelle France, coll. « La Vie exaltante », (no 42), illustrations de Pierre Lafaux, 1947
- Paris, Le Livre de poche, (no 280), 1957
- Paris, Compagnie des libraires et des éditeurs associés, coll. « Club des jeunes amis du livre », (no 42), 1961
- Paris, éditions Grasset, coll. « Les cahiers rouges », (no 152), 1992  (ISBN 2-246-15542-8).